# The Ladybirds

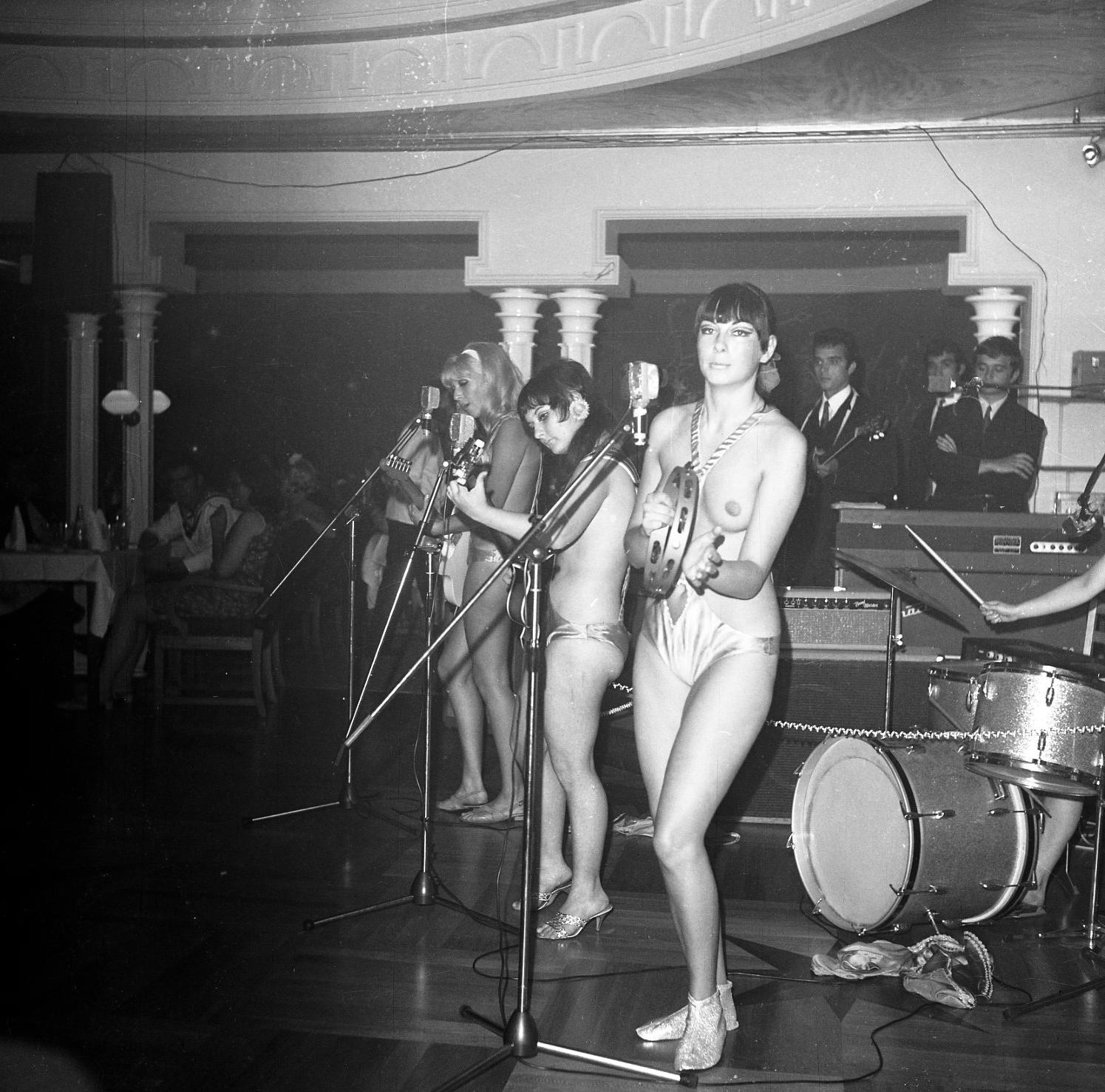
The Ladybirds i juli 1968. I september uppträdde de tillsammans med The New Yardbirds på Fjordvilla Rock Paramount i Roskilde. The New Yardbirds bytte senare samma år namn till Led Zeppelin.

The Ladybirds var flera band med endast kvinnliga musiker som var verksamma på 1960- och 1970-talet. De har framför allt uppmärksammats för att de uppträdde topless. (Även bland manliga musiker var dock bar överkropp på scen då vanligt.)

## Historia
De första "tjejbanden" bildades under 1960-talet, men historien om The Ladybirds är delvis oklar. Uppenbart finns minst tre band som under 1960-talet har använt namnet.

### Storbritannien
The Ladybirds från Storbritannien bildades 1962 och uppträdde på Benny Hill show vid ett fåtal tillfällen. De uppträdde aldrig topless.

### USA
The American Ladybirds bildades 1967 i New Jersey och uppträdde topless med musikinstrument som underhållning på klubbar. Ursprungligen kunde de inte spela instrumenten, men efter hand lärde de sig det och turnerade senare i Nordamerika. Detta var det första kända bandet med namnet som uppträdde topless.

### Danmark
The Ladybirds från Danmark bildades 1968. Det var skolade musiker, men bandet hade inte fasta gruppmedlemmar. Bandet turnerade i Europa och fick stor uppmärksamhet. De uppträdde topless.